# Saussurea sajanensis
Saussurea sajanensis là một loài thực vật có hoa trong họ Cúc. Loài này được Gudoschn. miêu tả khoa học đầu tiên năm 1954.